# Marilia nigrescens
Marilia nigrescens là một loài Trichoptera trong họ Odontoceridae. Chúng phân bố ở vùng Tân nhiệt đới.